# Nastringues
Nastringues é uma comuna francesa na região administrativa da Nova Aquitânia, no departamento Dordonha. Estende-se por uma área de 6,33 km². Em 2010 a comuna tinha 127 habitantes (densidade: 20,1 hab./km²).